# Anna Próchniak
Anna Próchniak (Lublin, 22 december 1988) is een Poolse actrice.

## Carrière
Próchniak volgde aanvankelijk een opleiding als danseres, totdat ze besloot over te schakelen naar acteren en afstudeerde aan de Staatshogeschool voor Film, Televisie en Theater Łódź. Haar eerste grote internationale filmrol was in Les Innocentes uit 2016, geregisseerd door Anne Fontaine.

## Filmografie

### Film
Uitgezonderd korte films.
| Jaar | Titel               | Rol               | Opmerkingen              |
| ---- | ------------------- | ----------------- | ------------------------ |
| 2012 | Bez wstydu          | Irmina            | Debuut op het witte doek |
| 2013 | Nieulotne           | Karina's vriendin |                          |
| 2014 | Miasto 44           | Kama              |                          |
| 2014 | Obywatel            | Kasia             |                          |
| 2016 | Les Innocentes      | Zofia             |                          |
| 2017 | Bad Day for the Cut | Kaja              |                          |
| 2017 | Najlepszy           | Grażyna           |                          |
| 2019 | Oleg                | Malgosia          |                          |
| 2019 | 1800 gramów         | Kasia             |                          |
| 2022 | Parada Serc         | Magda             |                          |
| 2022 | Negatyw             | Karol's moeder    |                          |
| 2023 | Unmoored            | Magdalena         |                          |

### Televisie
Uitgezonderd eenmalige gastrollen.
| Jaar      | Titel                      | Rol                       | Opmerkingen                        |
| --------- | -------------------------- | ------------------------- | ---------------------------------- |
| 2015      | Krew z krwi                | Olga                      | 6 afleveringen / remake van Penoza |
| 2016      | Bodo                       | Nora Ney                  | 7 afleveringen                     |
| 2017      | Belle Epoque               | Weronika Skarżyńska       | 10 afleveringen                    |
| 2017-2018 | Ucho Prezesa               | Kamila                    | 4 afleveringen                     |
| 2019      | Baptiste                   | Natalie Rose              | 3 afleveringen                     |
| 2022      | Behawiorysta               | Sergeant Weronika Dzwonek | 7 afleveringen                     |
| 2022      | Wotum nieufnosci           | Aneta Kitlinska           | 6 afleveringen                     |
| 2024      | The Tattooist of Auschwitz | Gita                      | 6 afleveringen                     |